# تولة
التوله بفتح التاء: شدة الحزن أو تحير العاشق من شدة الوجد. والتولة بكسر التاء: ما يشبه السحر، والتولة والتولة: ضرب من الخرز يوضع للسحر فتحبب بها المرأة إلى زوجها، وقيل: هي معاذة تعلق على الإنسان، قال الخليل: التولة والتولة -بكسر التاء وضمها-، شبيهة بالسحر. وحكى ابن بري عن القزاز: التولة والتولة السحر. وفي حديث عبد الله بن مسعود: التولة والتمائم والرقى من الشرك، وقال أبو عبيد: أراد بالتمائم والرقى ما كان بغير لسان العربية مما لا يدرى ما هو، فأما الذي يحبب المرأة إلى زوجها فهو من السحر. والتولة -بكسر التاء-: هو الذي يحبب المرأة إلى زوجها، وقال ابن الأثير: التولة -بكسر التاء وفتح الواو- ما يحبب المرأة إلى زوجها من السحر وغيره.
للسحر أشكال وأنواع في تأثيره على الآخرين في عقولهم وأبدانهم ودينهم، فمنه الصرف وهو ما يفرق بين المرء وزوجه، ومنه العطف وهو مايجمع بين المرء وزجه وهو مايسمى بالتولة، فناسب بيان حكمه من خلال ماجاء بالكتاب والسنة.

## التولة في الشريعة الإسلامية
التولة مصطلح إسلامي معروف من عهد النبوة، وتناوله علماء المسلمين في كتبهم شرحا وتعليقا وبيانا. قال ابن منظور: جعله ابن مسعود من الشرك؛ لاعتقادهم أن ذلك يؤثر ويفعل خلاف ما يقدره الله تعالى. «عن زينب امرأة عبد الله عن عبد الله قال سمعت رسول الله ﷺ يقول: «إن الرقى والتمائم والتولة شرك.» قالت: قلت: لم تقول هذا؟ والله لقد كانت عيني تقذف، وكنت أختلف إلى فلان اليهودي يرقيني، فإذا رقاني سكنت، فقال عبد الله: إنما ذاك عمل الشيطان كان ينخسها بيده، فإذا رقاها كف عنها، إنما كان يكفيك أن تقولي كما كان رسول الله ﷺ يقول: «أذهب البأس رب الناس اشف أنت الشافي لا شفاء إلا شفاؤك شفاء لا يغادر سقما»».
وذكر ابن الأثير في كتابه النهاية في غريب الحديث والأثر وابن حجرفي فتح الباري في أن التولة من ضروب السحر وأنها من الشرك مستدلين بنص الحديث، لما فيه من اعتقاد النفع والضر من دون الله. وكذلك نقل أبوبكر ابن العربي في كتابه أحكام القرآن عن الإمام مالك أن التولة من أقسام السحر وأنها محرمة.
يعتقد علماء أهل السنة والجماعة أن النفع والضر بقضاء الله وقدره، وأن التولة بعمل السحر أو غيره إن صاحبه اعتقاد أنه يضر أو ينفع من دون الله فهو شرك؛ لأنه ليس بسبب شرعي ولاقدري للمحبة.

## حكم الدبلة
الدبلة: خاتم يشترى عند الزواج أو عند الخطوبة، ولبس الخاتم من المباحات، إلا إذا كان من الذهب فيحرم على الرجال لبسه، وهناك مسألة مهمة على المسلم التنبه لها، فمن المعتقدات الفاسدة أن يعتقد الشخص أن لبس الدبلة يكون سببا لدوام المحبة بين الزوجين، أو نحو ذلك فالدبلة لا تضر ولا تنفع، بل الله وحده النافع الضار. وحسب ما جاء في مركز الفتوى السعودي: أن لبس الدبلة من المباحات، لكن الأفضل ترك ذلك لما فيه من تشبه بغير المسلمين.